# هارو بوده
هارو بوده (انگلیسی: Harro Bode؛ زادهٔ ۲۰ فوریه ۱۹۵۱) قایقران قایق بادبانی اهل آلمان بود.